# Туси Писи
Туси Писи (енгл. Tusi Pisi; 18. јун 1982) професионални је рагбиста и репрезентативац Самое, који тренутно игра за Сантори Санголијат у јапанској рагби лиги.

## Биографија
Висок 183 цм, тежак 93 кг, Писи је пре одласка у Јапан, играо за Тулон, РК Маси, Крусејдерсе, Хјурикејнсе и Норт Харбор. За репрезентацију Самое је до сада одиграо 25 тест мечева и постигао 174 поена.